# 845

## أحداث
- 20 مارس - ظهور الفايكينغ على أبواب باريس.

## مواليد
- أرباد
- سوغاوارا نو ميتشيزانه شاعر ياباني

## وفيات
- سفيان بن سوادة التميمي من قادة الدولة الأغلبية
- محمد بن سعد البغدادي
- أبو تمام ، ألشاعر العربي وتوفي عندما كان عمره 42 عاماً و دُفن في الموصل شمال العراق